# Heinrich Christian Körtje

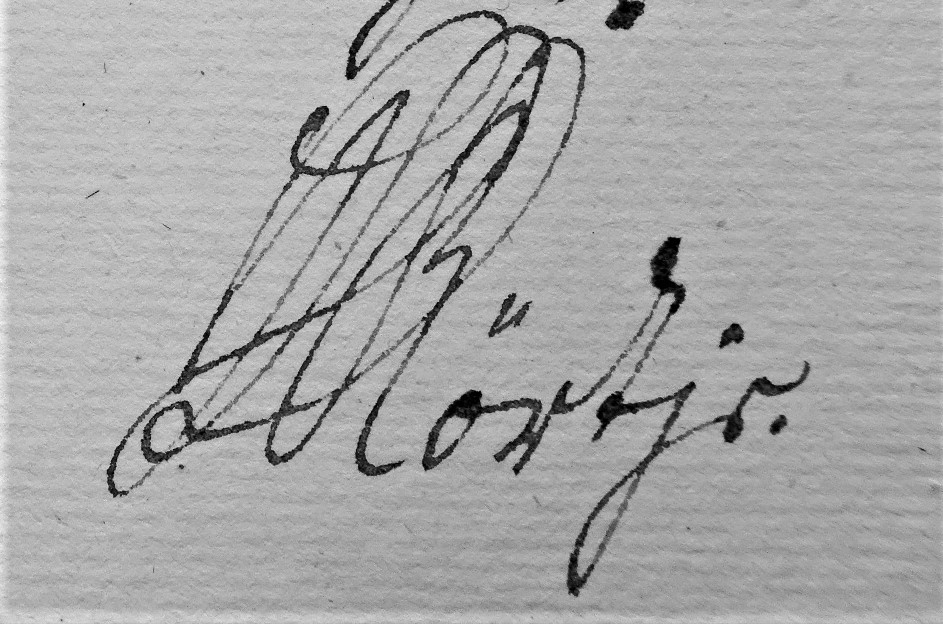
Heinrich Christian Körtje, Signatur (1757)

Heinrich Christian Körtje (getauft am 12. März 1718 in Hannover; † 5. Februar 1780 in Wennigsen) war ein deutscher Landbaumeister in Kurhannover.

## Leben und Wirken
Zu Heinrich Christian Körtjes Ausbildung ist wenig bekannt. Anzunehmen ist, dass er zunächst das väterliche Handwerk des Steinhauers erlernte. Er erhielt 1737/38 ein Stipendium für einen Studienaufenthalt in Dresden.
Die früheste überlieferte Tätigkeiten Körtjes als Baumeister waren 1753 Reparaturarbeiten im Kloster Barsinghausen. Spätestens 1755 waren ihm Aufgaben als leitender Baubeamter übertragen: In Celle war er 1755–1780 Klosterbaumeister und 1773–1779 Hofbaumeister. Ab 1765 war er auch zweiter Hofbaumeister in Hannover. 1773 wurde er kommissarisch als
Nachfolger des Landbaumeisters Sudfeld Andreas Vick (1708/09-1772; Sohn des Christian Georg Vick) zum Landbaumeister ernannt. 1779–1780 stand er dem ersten Landbaudistrikt des Kurfürstentums Hannover vor, das die Fürstentümer Calenberg, Göttingen und Grubenhagen sowie die Grafschaft Hohnstein und das Amt Sternberg umfasste.
Nach Körtjes Tod blieb seine Stelle als Landbaumeister zunächst unbesetzt. Erst 1783 wurde Francois Schädler sein Nachfolger.
Körtje verfasste ein undatiertes Lehrbuch-Manuskript mit dem Titel „Grundsätze des Baues von Wassermühlenrädern nach den Lehr Sätzen eines Mühlen Inspectors zu Brenburg“, das offensichtlich nicht publiziert wurde.

## Familie
Heinrich Christian Körtje war Der Sohn des Hofsteinhauers Johann Balthasar Körtje (1684–1720) und dessen Ehefrau Ilse Juliana Segelke (1689–1757). Nachdem er 1739 das Bürgerrecht der Altstadt Hannover erlangt hatte, heiratete er am 23. Februar 1740 Anna Elisabeth Nickel (1715–1761).

## Varia
1762 wurde Körtje im Verlauf des Siebenjährigen Kriegs in Rotenkirchen bei Einbeck bei Ausübung von Amtsgeschäften Opfer eines Überfalls und einer Entführung.